# 威洛鎮區 (阿肯色州達拉斯縣)
威洛鎮區（英語：Willow Township）是位於美國阿肯色州達拉斯縣的一個行政鎮區。

## 地方資料
威洛鎮區的面積為128.15平方千米，當中陸地面積為128.15平方千米，而水域面積為0.00平方千米。根據2010年美國人口普查的數據，當地共有人口92人，而人口密度為每平方千米0.72人。